# Stefan Baiker

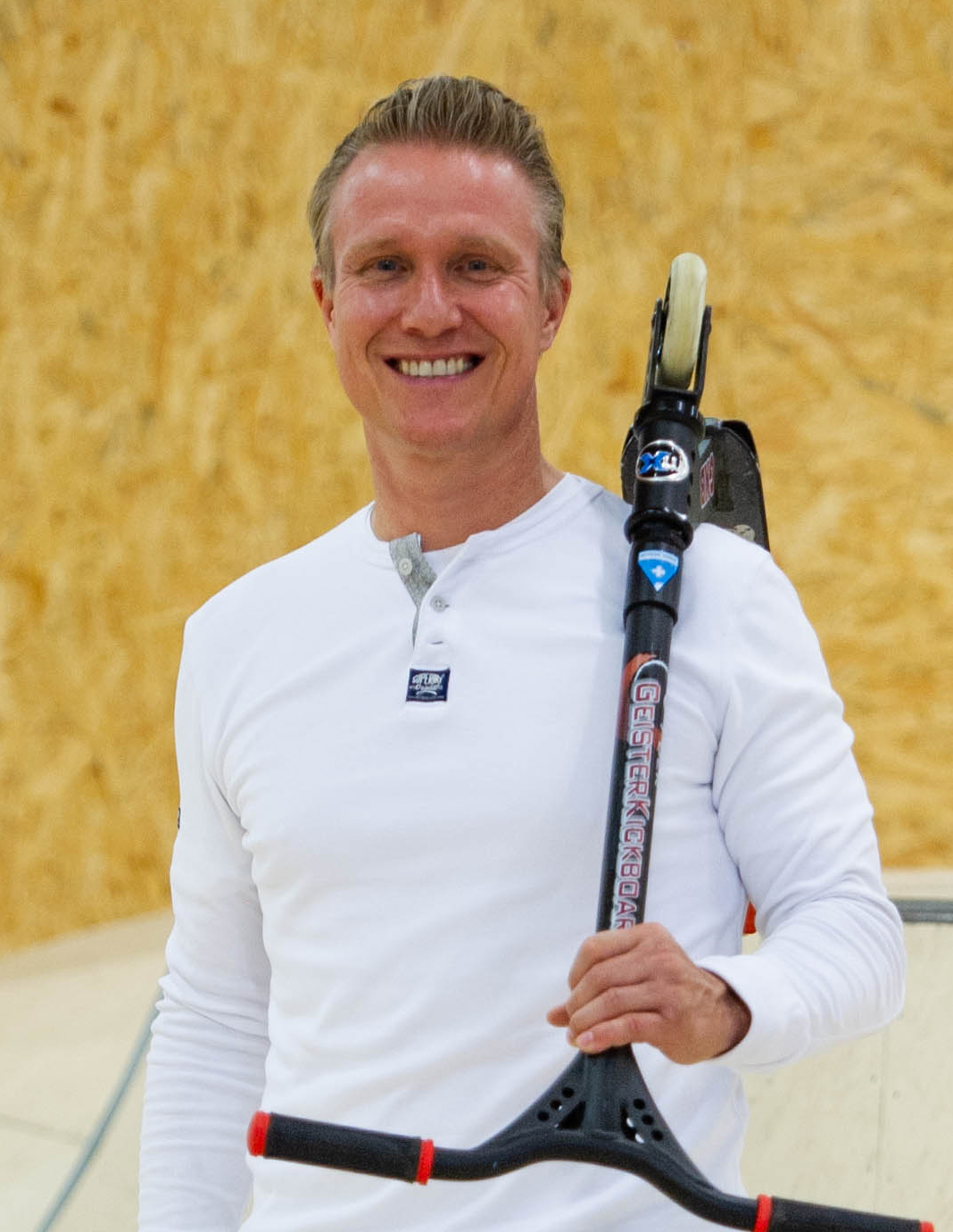
Stefan Baiker (2018)

Stefan Mike Baiker (* 26. Dezember 1966 in Zürich) ist ein Schweizer Autor.

## Leben
Stefan Baiker ist in Kloten aufgewachsen. Nach der Berufsmatura studierte er an der HSR in Rapperswil Maschinenbau. Kurz nach dem Studium arbeitete er drei Jahre in Taiwan als Projektingenieur für eine Schweizer Firma. Der Autor lebt in Wetzikon, ist mit einer Taiwanerin verheiratet und hat zwei Kinder.
Seit 2002 gibt er die Fachzeitschrift Metal Finishing heraus. Seit 2015 schreibt er die Kinderbuchserie Der Geisterkickboarder. Neben den Büchern gibt es auch gleichnamige CDs und Rätselbüchlein. Die Helden in den Kinderbuchreihe sind ein zehnjähriger Junge mit schwarzer Augenmaske und Kickboard und ein geheimnisvolles elfjähriges Mädchen auf Inlineskates. Sie beschützen die Schwachen und bekämpfen die Bösen ihrer Stadt. Mit der neuen Kinderbuchserie «Der Geisterkickboarder», von der laut Eigenangabe im Mai 2018 wöchentlich 100 Bücher verkauft werden, hat Baiker den Bau eines eigenen Skateparks, den GKB-Skatepark in Wetzikon angeregt, in dem auch seine Bücher und CDs verkauft werden. Der Autor gibt regelmässig Lesungen in der deutschsprachigen Schweiz.
Seine Geisterkickboarder-Geschichten werden seit September 2019 monatlich in der kostenlosen Kinderzeitschrift MAKY und auf Französisch im RATAPLAN veröffentlicht.